# Байдарацка губа
Байдарацката губа (на руски: Байдарацкая губа) е залив, тип губа, на Карско море, край северозападните брегове на Ямало-Ненецкия автономен окръг на Русия.
Разположен е в крайната югозападната част на Карско море, между континенталния бряг на Европа на югозапад и полуостров Ямал (в Азия) на североизток. На върха на залива, в устието на река Байдарата се намира най-източната точка на Европа. На северозапад е широко отворен към Карско море. Вдава се в сушата в югоизточна посока на около 180 km, ширина във входа 78 km, дълбочина до 20 m. През лятото температурата на водата на повърхността достига 5-6 °C. Зимата замръзва. В залива се вливат около 70 малки реки по-големи от които са: Юрибей, Байдарата и Кара.
Първото топографско заснемане на бреговете на залива е извършено през пролетта на 1736 г. от руския геодезист Василий Михайлович Селифонтов, участник в експедицията на Степан Малигин. През 1771 г. руският ботаник Василий Зуев извършва първото научно изследване на залива и основно неговото югозападно (европейско) крайбрежие.